# Simon Hüttel
Simon Hüttel, auch Symon Hyttel (* 1530 in Trautenau; † um 1601) war ein böhmischer Maler, Kartograph, Geodät und Chronist.

## Leben
Hüttel erlernte das Malerhandwerk. Am 10. Januar 1552 heiratete er die Bürgerstochter Sabina Hrüdel, mit der er am 25. Oktober 1553 sein neu errichtetes Haus in Trautenau bezog. Neben handwerklichen Arbeiten wurden Hüttel wegen seiner Kunstfertigkeit auch künstlerische Arbeiten, wie die Fenstergestaltung im neuen Schloss Jemnik sowie die farbliche Dekoration der Chöre und des Predigtstuhles der Stadtkirche in Trautenau einschließlich der Anfertigung von Epitaphien übertragen. 1581 realisierte Hüttel den Auftrag zur Übermalung der aus dem Jahre 1477 stammenden Passionsdarstellung in der Trautenauer Kirche, wobei sich seine Auftraggeber wenig freigiebig zeigten. Da er als Lohn für die vierwöchige Arbeit lediglich fünf Taler erhielt, bemerkte er in seiner Chronik, dass ihm seine Frömmigkeit die Einbuße von zwölf Talern wert gewesen sei.
Hüttel engagierte sich zugleich für die Rechte der Bürgerschaft der an den Bergbauunternehmer Christoph von Gendorf verpfändeten Stadt. 1573 wurde er in den Rat und im Jahr darauf zum Bürgermeister seiner Heimatstadt gewählt. Die damit verbundenen Aufgaben schränkten jedoch seine wissenschaftlichen Intentionen zu stark ein, so dass er sich nicht mehr für eine zweite Wahlperiode zur Verfügung stellte.
Schwerpunkt seiner Interessen waren die Erforschung der Geschichte von Trautenau und der umliegenden Gebiete sowie die Erkundung des damals noch unerschlossenen Riesengebirges.
Überliefert sind dabei u. a. eine am 2. November 1558 mit drei Begleitern unternommene Expedition zur Suche nach dem alten Goldbergwerk Goldgrube im Pfaffenwald. Bei seinen Touren vermerkte er akribisch die an den Herrschaftsgrenzen angebrachten Grenzzeichen. Vom 6. bis 15. Juli 1564 nahm Hüttel im Auftrag der kaiserlichen Kommission eine Vermessung des Königreichwaldes vor. Zusammen mit Markscheidern aus Kuttenberg wirkte Hüttel 1569 am Nivellement des Riesengebirges mit, um Möglichkeiten für neue Wasserklausen für die Holzflößerei zu erkunden. Dabei wurde der Riesenberg (Schneekoppe) erstmals mit einer Höhenangabe (1920 Ellen über dem Riesengrund) bestimmt. 1573 war Hüttel Protokollführer der Grenzbegehungskommission bei der Generalrevision der Trautenauer Grenzen. Weitere geodätische Aufträge realisierte er 1574 und 1577 im Zusammenhang mit den im Königreichwald und Trautenauer Wald erfolgten Kahlschlägen. Am 7. August 1577 brach Hüttel mit elf Trautenauern zu einer Tour zur Erkundung des Riesenberges auf.
Seine Erkenntnisse veranlassten Hüttel 1578 zur Anlegung eines „Gedächtnisbuches der Stadt Trautenau“, das zu seinem Lebenswerk wurde. Diese Stadtchronik greift bis auf Ereignisse von 1484 zurück, deren originale Urkunden bei den großen Stadtbränden von 1485 und 1583 verlorengingen, und erzählt auch bis ins 12. Jahrhundert zurückgehende Überlieferungen. Sein Hauptwerk bricht mit dem 4. Dezember 1601 jäh ab, so dass angenommen werden kann, dass Hüttel damals schwer erkrankt oder verstorben sein muss. Zugleich ist anzunehmen, dass ihn seine Frau überlebt hat, da er keine Nachricht über ihren Tod hinterlassen hat. Sein Epitaph gestaltete er noch zu Lebzeiten.
Auf Initiative von Ludwig Schlesinger wurde Hüttels Stadtchronik von Trautenau 1881 im Prager Verlag des Vereins für Geschichte der Deutschen in Böhmen unter dem Titel Chronik der Stadt Trautenau : Simon Hüttels Chronik der Stadt Trautenau (1484-1601) veröffentlicht.

## Wertung seines Werkes
Hüttel ist der Schöpfer der ältesten Bildkarte des Riesengebirges. Auch seine Trautenauer Stadtchronik hat als authentische Niederschrift zeitgenössischer Ereignisse historischen Wert.
Im Gegensatz dazu stellt das 1593 für Adam I. Silvar von Silberstein erstellte Stammbuch der Silber von Silberstein, welches bis zu einem im Jahre 999 geborenen Stammvater Wolf von Ulstadt zurückreicht, größtenteils die Niederschrift einer Familiensaga dar, in der keine der vor 1468 vorkommenden Personen historisch nachweisbar sind.
Auch die Trautenauer Dorfchronik, nach der die Gründung von Trautenau und der Dörfer in der Zeit zwischen 1006 und 1029 erfolgt sein soll und die Errichtung der Burg Berkstein (Silberstein) auf 1056 datiert wird, haben sich anhand der vorhandenen Urkunden, die belegen, dass die Kolonisation der Gegend erst 200 Jahre später erfolgte, als unhaltbar erwiesen.

## Werke
- Gedächtnisbuch der Stadt Trautenau von 1484 an
- Warhafftige daß gantzen hriesen gepirgeß mit aller Refier ist 6. meyllen langk 4. meylen breytt dorinne 4. hundert und 30. namen der berge und wasser flusse beschrieb (Bildkarte des Riesengebirges), 1576–1585
- Stam Buch des Edlen Silber Stamb der Edlen gestrengen Herren Sielber von Sielberstein und Pilnikau, Herren auf Wiltschitz und Schurtz, 1593
- Trautenauer Dorfchronik (Über die Gründung Trautenaus und der Nachbardörfer)
- Sammlung von 23 Predigten